# Lancastria (schip, 1922)
De RMS Lancastria  was een Cunard passagiersschip dat op 17 juni 1940 tijdens de Tweede Wereldoorlog tot zinken werd gebracht, waarbij mogelijk 4000 man omkwamen.
Het schip werd in 1919 op stapel gezet als de Tyrrhenia voor de Anchor Line, een onderdeel van Cunard. Het schip van 16.503 ton met een lengte van 168 meter kon 1785 passagiers in drie verschillende klassen vervoeren en werd gebouwd door William Beardmore & Company in Glasgow.
In 1924 werd het schip omgebouwd naar twee klassen en omgedoopt naar Lancastria. Tot 1932 voer het tussen Engeland en New York, waarna het als cruiseschip werd ingezet in de Middellandse Zee en Noord-Europa. Toen de Tweede Wereldoorlog uitbrak werd het schip in april 1940 gevorderd om als troepenschip te dienen als HMT Lancastria. De eerste inzet was bij de evacuatie van troepen uit Noorwegen.

## De ramp
Het schip werd tot zinken gebracht tijdens Operatie Ariel, de evacuatie van Britse en Franse troepen uit West-Frankrijk na de Slag om Duinkerken. Na een korte reparatie vertrok het schip uit Liverpool op 14 juni onder kapitein Rudolf Sharpe en arriveerde bij het Loire-estuarium op 16 juni. Tegen de middag van 17 juni was er een onbekend aantal burgervluchtelingen en RAF-personeel ingescheept. De schattingen lopen uiteen van 4000 tot 9000, terwijl de officiële capaciteit 3000 was.
Rond 16:00 werd het schip gebombardeerd door Junkers Ju 88-vliegtuigen van II.Gruppe/Kampfgeschwader 30. Door drie directe treffers maakte het schip eerst slagzij naar stuurboord en daarna naar bakboord, waarna het kapseisde en binnen twintig minuten zonk. Meer dan 1400 ton brandstof kwam in zee terecht en vatte deels vlam, mogelijk door beschietingen. Velen verdronken, stikten in de olie, of werden beschoten door Duitse vliegtuigen. Er waren 2477 overlevenden. Het dodental bedroeg ongeveer een derde van de totale verliezen van de British Expeditionary Force in Frankrijk. Het schip zonk zo'n vijf zeemijl zuid van Chémoulin, zo'n 9 mijl van Saint-Nazaire.
Het enorme verlies aan mensenlevens was dusdanig dat de Britse overheid via het D-Notice aan de pers verzocht niets te publiceren over de ramp. Het verhaal werd gebracht door de New York Times en The Scotsman op 26 juli en de Britse pers maakte er een kort bericht over. Vanwege de D-notice spraken overlevenden en bemanningen van schepen die Lancastria te hulp schoten niet over de ramp uit angst voor de krijgsraad te moeten verschijnen. De Britse overheid weigert van de plek een oorlogsgraf te maken door middel van de Protection of Military Remains Act 1986, ondanks dat uit vrijgegeven documenten blijkt dat dit mogelijk is. De Franse overheid heeft het wel verboden gebied gemaakt. Langs de hele kust, van Saint-Nazaire tot La Rochelle, zijn de slachtoffers van deze ramp begraven.
Rudolf Sharpe overleefde de ramp en werd kapitein van de Laconia. Hij overleefde de torpedering van dit schip op 12 september 1942 niet.